# تئاتر در قطر
تئاتر در اواسط سدهٔ بیستم میلادی به قطر معرفی شد. بیشتر نمایش‌های تئاتر در این کشور به در تئاتر ملی قطر و مرکز همایش‌های ملی قطر اجرا می‌شوند.

## تاریخچه
نخستین گروه تئاتر در کشور قطر در سال ۱۹۷۲ با نام «گروه تئاتر قطری» تشکیل شد. این گروه در همان سال اقدام به تهیهٔ اولین نمایشنامهٔ خود کرد. دومین گروه تئاتر این کشور یک سال بعد با نام گروه تئاتر السد بنیان‌گذاری شد. در سال ۱۹۸۶ نخستین شرکت جهت کمک به گروه‌های نمایش و بازیگران در تهیهٔ نمایشنامه بنیان‌گذاری شده‌بود. دو گروه نمایش دیگر نیز در این دوره شکل گرفتند: گروه تئاتر لایتس و گروه تئاتر فولک. در سال ۱۹۹۴ این چهار گروه نمایش با یکدیگر ادغام شدند و دو گوره تئاتر جدید با نام‌های گروه تئاتر قطری و گروه تئاتر دوحه را تشکیل دادند. قدیمی‌ترین کلوپ تئاتر آماتور انگلیسی‌زبان در قطر، گروهی با نام هنرپیشه‌های قطر است. این کلوپ در سال ۱۹۵۴ شکل گرفت و محل اجرای اختصاصی خودر را در سال ۱۹۷۸ احداث کرد، و در نتیجه به تنها کلوپ تئاتر آماتور در کشور بدل شد که در آن زمان از یک محل اجرای تئاتر اختصاصی برای خود برخوردار بود.

## سالن‌ها

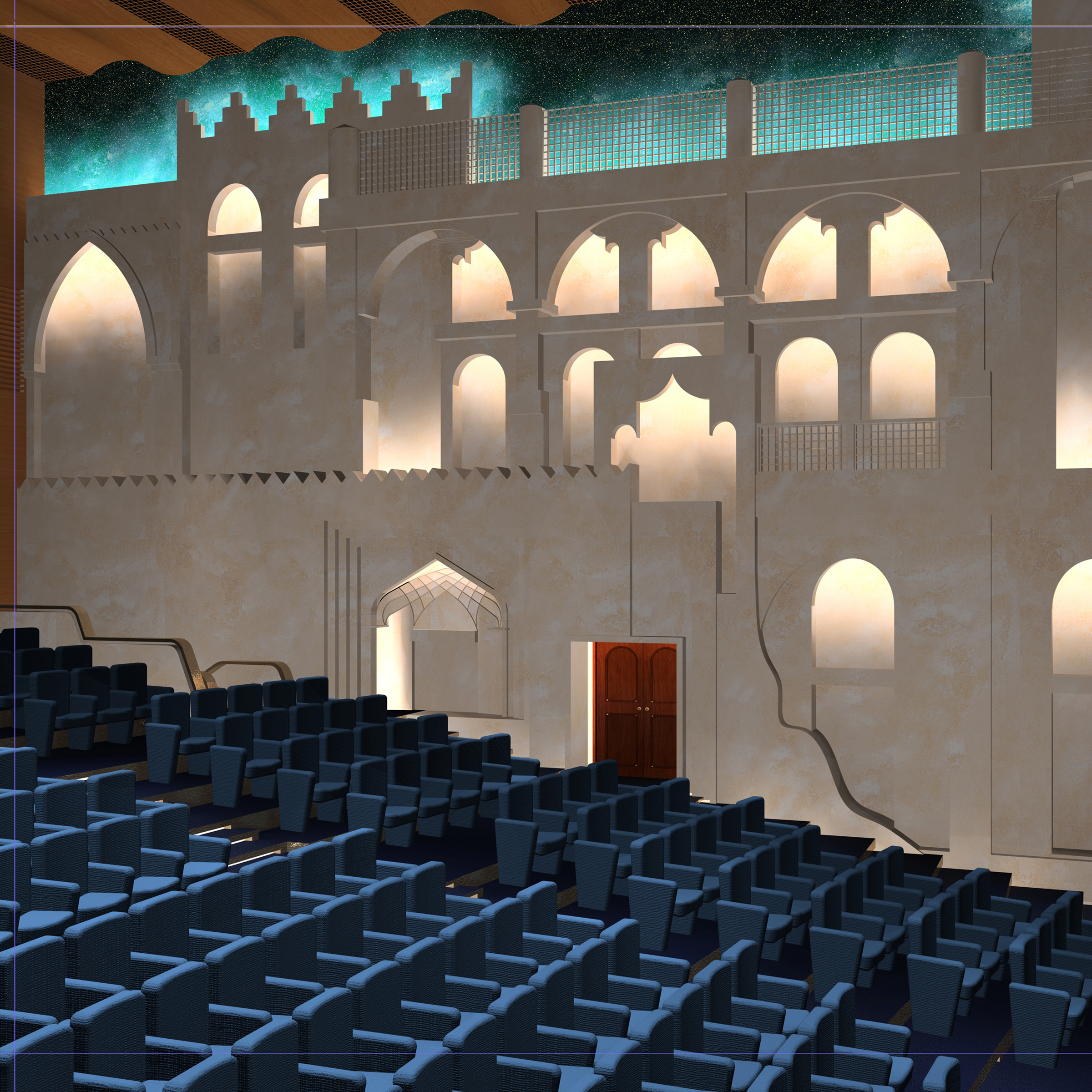
تئاتر ملی قطر

محل‌های اجرای مختلفی در قطر میزبان اجراهای نمایش هستند. مرکز همایش‌های ملی قطر دربرگیرندهٔ یک سالن تئاتر با ۲٬۳۰۰ صندلی است. تئاتر ملی قطر، که فعالیت خود را در سال ۱۹۸۲ آغاز کرد، و اکنون تحت مالکیت وزارت فرهنگ و ورزش (وزارت فرهنگ، هنر و میراث سابق) قرار دارد، دارای ظرفیتی برای نشستن ۴۹۰ نفر تماشاگر است. یک تئاتر سرپوشیده با ظرفیت ۴۳۰ صندلی برای تماشاگران به نام تئاتر دراما نیز در دهکدهٔ فرهنگی کتارا در شهر دوحه قرار دارد. یکی دیگر از سالن‌های تئاتر موجود در این کشور، تئاتر الریان است که یک تئاتر سرپوشیده با ظرفیت ۹۸۰ صندلی بوده و در بازار سوق واقف واقع شده‌است.

## درونمایه‌ها
از زمان ظهور جنبش تئاتر در قطر، مخالفت‌هایی با موضوعات غیر سنتی مورد استفاده در نمایشنامه‌ها وجود داشته‌است. یکی از عامل‌هایی که به تسریع تقبیح این هنر انجامید، رواج نمایشنامه‌های مدرن بود که با ارزش‌های اسلامی، که ریشهٔ عمیقی در فرهنگ این کشور داشتند، تناقض داشت. دلیل دیگری که به‌طور عمده به‌عنوان دلیل مخالفت‌ها در سال‌های گشایشی تئاتر در قطر محسوب می‌شود، شکاف ایدئولوژیک میان جمعیت مسن و محافظه‌کارتر و جمعیت لیبرال‌تر جوان این کشور است که در نتیجهٔ توسعهٔ سریع اقتصادی قطر در طول سال‌های میانی سدهٔ بیستم میلادی ایجاد شد. نخستین نمایشنامهٔ این کشور با عنوان أم‌الزین توسط عبدالرحمان المنایی، و برای مطرح کردن تضاد ارزش‌هایی که ناشی از شکاف نسلی در این کشور بود، نوشته‌شد.
مضمون‌های مرتبط با چندهمسری، ازدواج، مسائل خانوادگی و فساد کودکان معمولاً در قطر تابو محسوب می‌شوند. دلیل اصلی ان موضوع این است که چنین مضامینی به زیر سؤال بردن و موشکافی در ارزشهای سنتی می‌پردازند. نمونه‌ای از نمایشنامه‌هایی از این دست، نمایشنامهٔ ابتسام در لنگرگاه نوشتهٔ صالح المنایی و عادل سقر در سال ۱۹۸۵ است. این داستان دربارهٔ دختر جوانی است که پس از ورود به یک رابطهٔ مخفیانه، سرخوردگی خود از سنت‌های قدیمی و خواستگاری که خانواده‌اش برای ازدواج با او در نظر گرفته‌اند را نزد پدرش اظهار می‌کند. نمایشنامهٔ دیگری با نام بازار دختران نوشتهٔ عبدالله احمد و عاصم توفیق نیز به تفسیر اجتماعی ازدواج‌های برنامه‌ریزی‌شده می‌پردازد. این نمایشنامه، عمل پیشکش کردن زنان در قبال پول خواستگارها را به تبادل کالا در بازار، تشبیه کرده و در نتیجه ازدواج‌های برنامه‌ریزی‌شده را به ماده‌باوری ربط می‌دهد.
همزمان با قطع روابط چهار کشور عربستان سعودی، امارات متحده عربی، بحرین و مصر با قطر، و محاصرهٔ این کشور در ۵ ژوئن ۲۰۱۷، فرازی در نوشته‌شدن نمایشنامه‌هایی با مضمون سیاسی در قطر شکل گرفت. یکی از شناخته‌شده‌ترین نمایشنامه‌ها در این میان چه اتفاقی در حال رخ دادن است؟ نوشتهٔ غانم الصالیتی است که نزاع سیاسی بین قطر و همسایگانش را به‌صورت طنز نشان می‌دهد و تا انتقاد مستقیم از کشورهای محاصره‌کننده نیز پیش می‌رود.